# Alakkör
Az alakkör botanikai műszó, annak a változatosságnak (pl. méret, szőrösebb v. kopaszabb; zöldebb vagy deresebb színű eltérés) a terjedelme és határa, amelyben valamely növényfaj megjelenik. Így a rózsák, szedrek, Hieraciumok fajainak alakköre nagyon tágas, vagyis egy-egy ilyen fajnak számos fajtája, változata, formája van, melyek együtt véve az alakkört alkotják.
- A Pallas nagy lexikona. Szerk. Bokor József. Budapest: Arcanum – FolioNET. 1998.  ISBN 963 85923 2 X